# CD Zapata

Vereinslogo

Club Deportivo Zapata, kurz CD Zapata, ist ein mexikanischer Fußballverein aus der Gemeinde Emiliano Zapata im Bundesstaat Morelos.

## Geschichte
Der Verein war Gründungsmitglied der 1967 eingeführten Tercera División  und ging am Ende der Eröffnungssaison 1967/68 als erster Meister der seinerzeit noch drittklassigen Liga in deren Geschichte ein. 
Von 1968 bis 1970 spielte der Verein in der damals noch zweitklassigen Segunda División, doch waren dies in seiner mehr als vierzigjährigen Vereinsgeschichte zugleich die einzigen Jahre in der zweiten Fußballliga Mexikos.
Heute spielt der Verein in der Regionalgruppe IV der nur noch viertklassigen Tercera División.